# Afantasie
Afantasie is het onvermogen tot visuele verbeelding, waarmee de toestand wordt bedoeld waarin een persoon geen mentale beelden kan visualiseren. Met andere woorden, dat iemand die wel met de zintuigen kan waarnemen, niet uit zichzelf beelden in gedachten kan creëren. Dingen of mensen dienen hier werkelijk voor aanwezig te zijn.

## Geschiedenis
Het fenomeen werd voor het eerst beschreven door Francis Galton in 1880, maar is sindsdien relatief onbestudeerd gebleven. De belangstelling voor het fenomeen ontstond na de publicatie van een studie uit 2015, uitgevoerd door een team onder leiding van professor Adam Zeman van de Universiteit van Exeter. Dit team bedacht de term afantasie, afgeleid van het Oudgriekse woord phantasia (φᾰντᾰσᾰῐ), wat 'verbeelding' betekent, en het voorvoegsel a- (ᾰ̓-), wat 'zonder' betekent. Hyperfantasie, de toestand van het hebben van extreem levendige mentale beelden, is het antoniem van afantasie.

## Kenmerken
Hoewel de meeste mensen in staat zijn om een beeld van een scène of gezicht in hun hoofd op te roepen, kunnen mensen met afantasie dat niet. Deze personen hebben geen 'geestesoog', oftewel geen innerlijke aanschouwing. Als mensen met afantasie gevraagd wordt om zich iets voor te stellen, zouden zij het object waarschijnlijk wel kunnen omschrijven, of het concept kunnen uitleggen en feiten kunnen opnoemen, maar zouden zij daar verder geen enkel mentaal beeld bij krijgen. Sommige mensen kunnen daarenboven het gezicht van hun beste vriend of hun eigen huis niet visualiseren.
Ongeveer de helft van de mensen waar Zeman mee sprak, beschreef ook het onvermogen om geluiden, gevoelens en geuren in hun hoofd op te roepen.

## Oorzaak en gevolg
De meeste mensen met afantasie hebben dit sinds hun geboorte, anderen hebben het gekregen na een hersenletsel, of in sommige gevallen na een depressie of psychose. Daarnaast zijn er aanwijzingen dat afantasie erfelijk is.
Studies suggereren dat het hebben van afantasie niet per definitie het levensgeluk hoeft te beïnvloeden. Vaak realiseren mensen zich niet eens dat hun ervaring anders is dan die van andere mensen. Wel zou het niet kunnen visualiseren van mensen en plaatsen als verontrustend kunnen worden ervaren door mensen met afantasie. Voor hen kan het bijvoorbeeld confronterend zijn om het gezicht van een overleden dierbare niet te kunnen ophalen.
Belangrijk om te benadrukken is dat dit fenomeen een normale, menselijke variatie is op de menselijke ervaring, en geen aandoening die behandeld dient te worden. Zeman beschouwt het verschijnsel slechts als een verschil in perceptie, en niet als een stoornis. Dit betekent overigens niet dat het geen effect heeft op verschillende aspecten van het dagelijks leven. Zo kan het bijvoorbeeld lastig zijn om in slaap te vallen, omdat schaapjes visualiseren en tellen niet lukt. Anderzijds kan de afwezigheid van mentale beelden bevorderlijk zijn voor de slaap. Ook kan het van invloed zijn op het leerproces.
Onderzoek naar afantasie staat nog in de kinderschoenen. Er is nog weinig bekend over het verschijnsel. Een van de redenen waarom afantasie zo lang onbestudeerd bleef, is omdat het niet per se een probleem is.
Geschat wordt dat afantasie voorkomt bij een op de vijftig mensen.

## Verder lezen
- Cerebrale visuele inperking
- Prosopagnosie
- Visuele waarneming